# Fundação Dr. Luís de Araújo
A Fundação Dr. Luís de Araújo é uma instituição de utilidade pública existente em Portugal.
A instituição dedica-se à acção social, promoção da cultura, investigação científica e formação profissional.
Foi reconhecida como instituição pela portaria de 29 de Outubro de 1990 do Ministério da Administração Interna (D.R. II série nº259).
O Clube Literário do Porto pertence à Fundação Dr. Luís de Araújo